# San Juan Open
Il San Juan Open è stato un torneo di tennis facente parte del Grand Prix giocato dal 1980 al 1981 a San Juan in Porto Rico su campi in cemento.

## Edizioni
| Edizione           | Località             | Periodo                           |
| ------------------ | -------------------- | --------------------------------- |
| San Juan Open 1980 | San Juan, Porto Rico | Dal 28 gennaio al 3 febbraio 1980 |
| San Juan Open 1981 | San Juan, Porto Rico | Dal 19 gennaio al 25 gennaio 1981 |

## Albo d'oro

### Singolare
| Edizione | Vincitore       | Finalista     | Punteggio |
| -------- | --------------- | ------------- | --------- |
| 1980     | Raúl Ramírez    | Phil Dent     | 6–3, 6–2  |
| 1981     | Eliot Teltscher | Tim Gullikson | 6–4, 6–2  |

### Doppio
| Edizione | Vincitori                 | Finalisti                     | Punteggio |
| -------- | ------------------------- | ----------------------------- | --------- |
| 1980     | Paul Kronk Paul McNamee   | Robert Trogolo Mark Turpin    | 7–6, 6–3  |
| 1981     | Tim Mayotte Chris Mayotte | Tim Gullikson Eliot Teltscher | 6–4, 7–6  |